# Suzetă

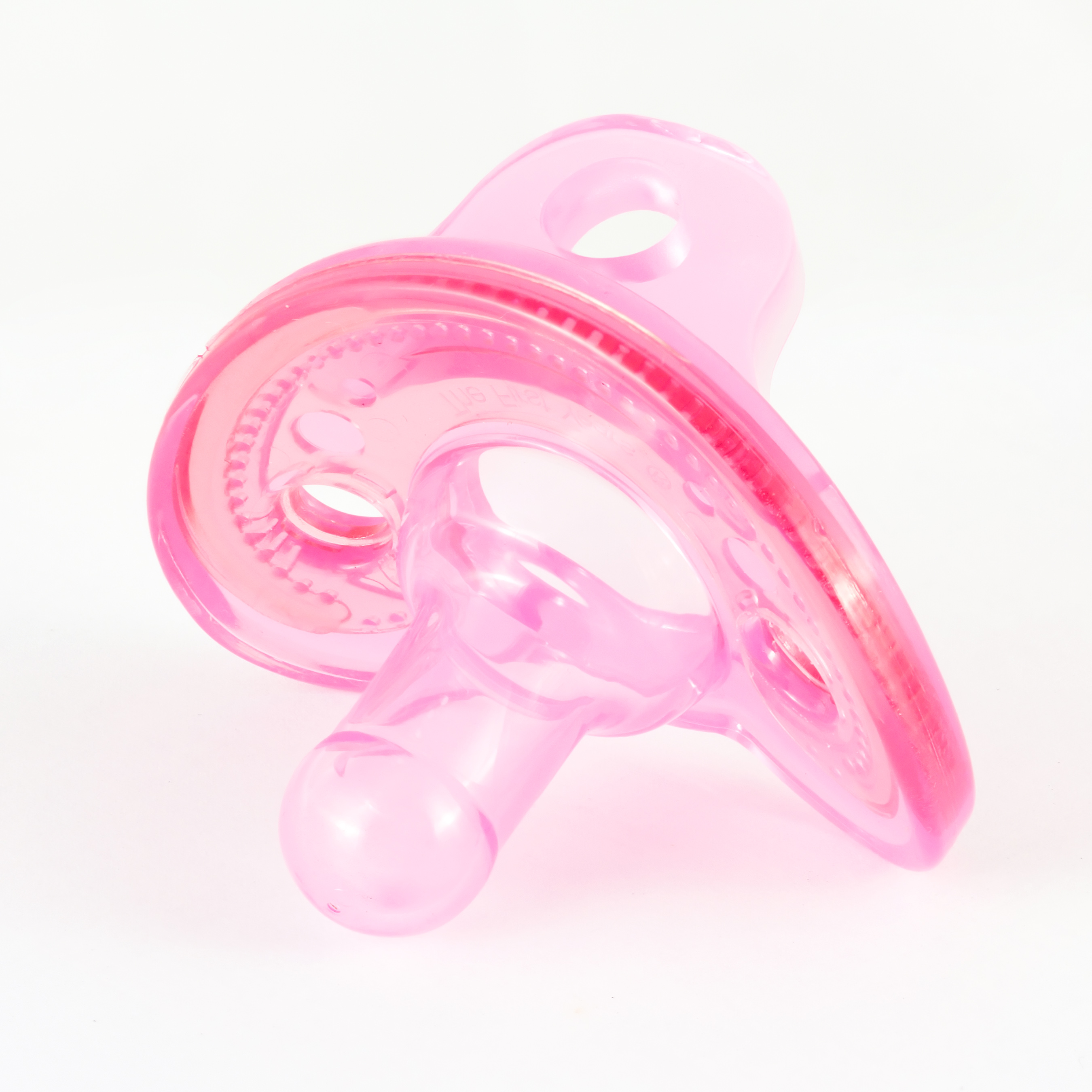
Suzetă

O suzetă este un înlocuitor de mamelon din cauciuc, plastic sau silicon, dat unui copil sugar între alăptări, pentru a-și calma suferința, satisfăcând nevoia de a suge atunci când nu are nevoie să mănânce. Suzetele au în mod normal trei părți, o tetină alungită, un scut bucal și un mâner. Protecția bucală este suficient de mare pentru a împiedica copilul să încerce să ia suzeta în gură și astfel exclude pericolul ca copilul să înghită și apoi să se sufoce cu ea.

## Beneficii
Cercetătorii au descoperit că utilizarea unei suzete este asociată cu o reducere substanțială a riscului de sindrom de moarte subită a sugarului. Ei sunt divizați dacă această asociere este un motiv suficient pentru a prefera utilizarea suzetei.
De asemenea, s-a descoperit că suzetele reduc plânsul sugarilor în timpul procedurilor dureroase, cum ar fi puncția venoasă.
Unii părinți preferă folosirea suzetei decât un copil care își suge degetul mare sau degetele.
Cercetătorii din Brazilia au arătat că nici suzetele „ortodontice” și nici cele standard nu previn problemele dentare dacă copiii continuă să sugă după vârsta de trei ani.